# São Pedro do Butiá
São Pedro do Butiá – miasto i gmina w Brazylii, w stanie Rio Grande do Sul. Znajduje się w mezoregionie Noroeste Rio-Grandense i mikroregionie Cerro Largo. 

## Miasta partnerskie
- Betlejem, Palestyna